# Mackenzie Bowell
Pour les articles homonymes, voir Bowell.
Mackenzie Bowell, né le 27 décembre 1823 à Rickinghall et mort le 10 décembre 1917 à Belleville, est un homme politique canadien. Il est le cinquième premier ministre du Canada, du 21 décembre 1894 au 27 avril 1896.

## Origines
Bowell est né à Rickinghall (Suffolk, Angleterre). Sa famille émigra de là jusqu'à Belleville, au Haut-Canada, où il fut apprenti au journal local. Il connut le succès en tant qu'imprimeur et éditeur, ainsi qu'un membre éminent de l'ordre d'Orange, ce qui l'en fit le Grand-maître canadien en 1870. Il appartenait aussi à la franc-maçonnerie . En 1847, il épousa Harriet Moore (1829–1884) et ensemble ils eurent quatre fils et cinq filles.

## Carrière politique

### Ministre
Élu à la Chambre des communes du Canada lors de l'élection fédérale canadienne de 1867, Bowell intégra le cabinet conservateur en 1878 comme ministre des douanes. Un administrateur compétent et travaillant, Bowell demeura au cabinet comme ministre des affaires et douanes et ministre de la milice et de la défense lorsqu'il fut nommé au Sénat en 1892. Il devint représentant du gouvernement au Sénat le 31 octobre 1893 et, en 1894, en tant que ministre senior, accéda au poste de premier ministre quand John Thompson mourut soudainement. Sa visite en Australie en 1893 mena à la première conférence des colonies et territoires britanniques, qui se déroula à Ottawa en 1894.

### Premier ministre

#### Question des écoles du Manitoba
En tant que premier ministre du Canada, Bowell fit face à la dissension dans son parti sur la question controversée des écoles catholiques au Manitoba. En 1890, le Manitoba avait aboli ses commissions scolaires catholiques, contrairement aux dispositions prévues pour les catholiques dans la Loi sur le Manitoba de 1870. Bowell et ses prédécesseurs avaient peiné à trouver une solution au problème. Lorsqu'il décida de créer une nouvelle commission scolaire catholique pour la province en 1896, sept ministres claquèrent la porte du cabinet en guise de protestation. Bowell les dénonça, les qualifiant de « nid de traîtres ». Ils revinrent peu après, mais avec des élections à l'horizon, Bowell consentit à se retirer. Charles Tupper, haut commissaire du Canada à Londres, fut rappelé pour le remplacer.

## Distinction
Il est fait membre du Conseil privé de la Reine pour le Canada (CP) et de l'ordre de Saint-Michel et Saint-Georges (KCMG).

## Décès
Mackenzie Bowell avait 93 ans et était toujours sénateur lorsqu'il mourut d'une pneumonie à Belleville. Il est enterré au cimetière de Belleville, en Ontario. Aucun ancien membre ou membre du gouvernement n'assistèrent à ses funérailles, quoiqu'un grand nombre de membres de l'ordre d'Orange y étaient.

## Archives
Il y a un fonds d'archives Sir Mackenzie Bowell à Bibliothèque et Archives Canada. Il comprend 6,1 mètres de documents textuels. 